# Lisbon Story
Lisbon Story è un film del 1994 diretto da Wim Wenders.
Commissionato dalla città come un semplice documentario su Lisbona, il regista durante le riprese decide di trasformarlo in un film.
È stato presentato nella sezione Un Certain Regard al Festival di Cannes 1995.
Lisbon Story è stato dedicato a Federico Fellini, scomparso nel 1993.

## Trama
Un tecnico del suono tedesco, Philip Winter, si reca a Lisbona per registrare l'audio di un film che sta girando un suo amico regista, Friedrich Munro (personaggio che compare già nel precedente film di Wenders "Lo stato delle cose" del 1982). Munro utilizza una vetusta cinepresa a manovella con pellicola in bianco e nero, come ai tempi del cinema muto. Arrivato nella capitale portoghese, dopo una serie di rotture dell'automobile e con un piede ingessato, Phillip trova la casa del regista vuota con le pellicole e ad attenderlo solo alcuni ragazzini patiti di videocamera. Tra i suoni di Lisbona, il gioco con i ragazzini e l'innamoramento con la cantante dei Madredeus, Philip si mette a creare i suoni per il film, nell'attesa di avere notizie di Friedrich. Soltanto gli indizi lasciati da Ricardo, un giovane amico del regista, porteranno il tecnico all'incontro con il suo amico che incredibilmente gli domanda il motivo della sua trasferta portoghese. Munro gli spiega di aver abbandonato da tempo il progetto poiché non crede più al valore del cinema e non pensa che si possa fare più niente di buono, preferisce vivere come un vagabondo filmando immagini da una telecamera appesa dietro la spalla, lasciando solo alla realtà e ai futuri spettatori il compito di interpretare la "vita" vista dall'apparecchio. Tuttavia, Philip, grazie a un messaggio lasciato proprio in una delle telecamere di Friedrich, lo convincerà a ricominciare le riprese del film che aveva interrotto, facendogli capire che le immagini possono ancora avere un valore.

## La poesia di Pessoa
Il protagonista Philip Winter legge di tanto in tanto Poesie Esoteriche del poeta portoghese Fernando Pessoa. 

## Wenders sul film
(Wim Wenders, A sense of places, Verlag der Autoren, Frankfurt am Mein, 2005)

## Omaggi cinematografici
Wenders onora il vecchio maestro del cinema d'autore europeo, Manoel de Oliveira, con un cameo; al termine della sequenza Oliveira si allontana scherzosamente imitando la buffa camminata di Chaplin. Ai cineoperatori delle origini del cinema (un omaggio all'anniversario dei cent'anni) alludono le pellicole mute, di un bianco e nero che vira sul color seppia, girate con passo diverso da Friedrich con la sua vecchia cinepresa. 
A Federico Fellini sono dedicate l'inquadratura iniziale, e quella finale; e “Federico” è il nome del protagonista del film, un protagonista misterioso che vedremo solo alla fine.
Un sottile richiamo è evidente anche ai propri film definiti "Trilogia della strada": l'ingegnere del suono in Lisbon Story, Philip Winter, ha lo stesso nome ed è interpretato dallo stesso attore (Rüdiger Vogler) del protagonista di Alice nelle città (1974), sebbene il personaggio Phil Winter fosse uno scrittore nel primo film. Il nome Winter è ripetuto in Nel corso del tempo (1976), interpretato anch'esso da Vogler, anche se là il suo nome completo è Bruno Winter ed è un meccanico di apparecchiature di proiezione. Anche Lo stato delle cose fu girato a Lisbona nel 1981. Patrick Bauchau interpreta di nuovo il regista, e il suo nome ("Monroe") allude a quello di "Munro".

## La musica
La musica ha un ruolo di protagonista e il film è fortemente segnato dall'incontro fra il regista e il gruppo musicale Madredeus (anche se non è l'unica presenza musicale in quanto Jürgen Kniepe, già collaboratore del regista nei precedenti lavori, è autore del tema dell'arrivo di Winter a Lisbona e del commento musicale alla scena dell'incontro con Friedrich).
Racconta Wenders: "...La città di certo aveva ispirato il gruppo e la loro musica, ora la loro musica ci aiutava ad entrare nella città e a trovare la nostra strada all'interno della storia. Non ho mai fatto un film prima di questo che fosse così tanto ispirato dalla musica sin dall'inizio."
Le canzoni dell'album Ainda che si ascoltano nel film:
- Guitarra
- Ainda
- O Tejo
- Alfama
- A Cidade e os campos
- Milagre

## Le macchine del cinema

Il protagonista Philip Winter alla moviola Prevost in una scena del film

La moviola su cui lavora il protagonista Phillip Winter è una Prevost 35mm a due piatti presumibilmente degli anni '50 prodotta dalle Officine Prevost Milano. Si tratta di un modello di moviola orizzontale realizzata per la prima volta alla fine degli anni '20 dall'Ing. Attilio Prevost (1890-1954).